# Riccardo Nunziati
Riccardo Nunziati (...) è un fumettista italiano.

## Biografia
Frequenta la Scuola Internazionale di Comics di Firenze. Nel 2009 fa il suo esordio con la storia L'albergo maledetto per il numero 0 della fanzine dell'associazione Dylandogofili, dedicata a Dylan Dog. Nel 2010 disegna la parodia Il dottor Dylanstein sotto la supervisione di Sergio Bonelli Editore e realizza le copertine di Dylan Dog per la suddetta fanzine (numeri 0 e 1). 
Nel 2010 entra nello staff de L'Insonne disegnando l'episodio Danza della dipendenza su testi del suo creatore Giuseppe Di Bernardo. Per la rivista Expoart realizza una storia breve tributo a Dellamorte Dellamore (personaggio di Tiziano Sclavi) dal titolo L'ultimo uomo sulla terra. Su testi di Enrico Martini disegna la storia Santa Maradona edita sul n.3 ristampa della rivista Comics Factory di Cyrano Comics editore.
Nel 2011 entra nella squadra di Paola Barbato realizzando gli episodi nº 10 e nº 23 del web-comic Davvero. Nello stesso anno ancora per L'Insonne viene pubblicata una storia breve a colori sulla rivista Walhalla con prefazione di Giuseppe Di Bernardo e alcuni mesi dopo, nell'originario bianco e nero, trova la pubblicazione anche sul volume fuoriserie de L'Insonne Interferenze,
Nel 2012 per l'editore Star Comics disegna il volume n° 4 della serie Davvero di Paola Barbato Cose che capitano. Pubblica una illustrazione de L'Insonne realizzata per l'albo Insonne day 2013.
Nel 2013 realizza una illustrazione ufficiale di Dylan Dog per la mostra Sergio Bonelli Editore tenutasi presso la galleria C'Art Gallery di Roma Dylan Dog e motori..gioie e dolori dedicata al maggiolino dell'old boy edita sul relativo catalogo ufficiale e pubblicata l'anno seguente nel portfolio dedicato a Dylan Dog 2003-2014: un'avventura lunga 11 anni.
Nel 2014, per ReNoir Comics editore, collabora alle matite di Unico indizio le scarpe da tennis coadiuvando Marco Villa e Sergio Gerasi alla realizzazione del volume e realizza la storia in mezzatinta Carcere di provincia (Flik), sempre per ReNoir Comics editore, contenuta nell'ottavo volume di Don Camillo a Fumetti.
Realizza nel 2015 l'albo fuoriserie di Diabolik Il Prigioniero di Porto Azzurro, soggetto di Gomboli/Altariva, sceneggiatura di Altariva, poi edito in una nuova edizione nel giugno dello stesso anno con tavole inedite. Disegna le copertine dei due saggi della collana I trucchi di Diabolik: le fughe e i colpi e altro editi da Diabolik Club.
Entra quindi nello staff della serie regolare inedito di Diabolik Astorina per cui realizza le chine del volume 10 del 2015 Ho ucciso Eva Kant su matite di Emanuele Barison, coadiuva alle matite Giuseppe Di Bernardo nell'albo n° 12 del 2015 Angoscia dal passato e realizza da matitista unico in coppia con Jacopo Brandi alle chine l'albo 10 del 2016 La mano del morto, il n° 3 del 2017 Il vero e il falso, il n° 11 del 2017 Nessuno è innocente, il n° 7 del 2018 La prova decisiva, il n° 12 del 2019 Niente da perdere. Disegna copertina e storia interna de Il grande Diabolik 1-2019 Un'amica in pericolo. Cura le illustrazioni del Kalendario 2020, il puzzle Ravensburger, la grafica del gioco in scatola e le illustrazioni tratte per il romanzo tratto dal film dei Manetti bros per Mondadori. Realizza l'illustrazione per il museo del cinema di Torino, proiettata sul tetto della Mole Antonelliana; disegna la Trilogia della fine: L'inizio della fine, Prossimi alla fine, Tutto ha una fine (prima storia di Diabolik in 3 albi) che celebra i sessant'anni del personaggio, oltre a Nel nome dei Kant, n° 3 del 2023, dedicato ai 60 anni di Eva Kant. Sempre per le celebrazioni realizza matite e chine dei due fuoriserie Colpo alla Rinascente e Roma Tritone: Colpo all'acquedotto, distribuiti durante gli eventi dedicati al sessantennale dei due personaggi. Realizza per l'UFN di San Marino il foglietto di francobolli dedicato a Diabolik nel 2019 e, nel 2021, quello dedicato alla vittoria dell'Italia ai campionati europei di calcio. Per Posteitaliane invece progetta e disegna il foglietto di 10 erinnofili di Diabolik contenuti nel volume da collezione Diabolik secret files nel 2024 presentato a Lucca comics & Games.
Riceve nel 2016 da Anafi il premio Albertarelli come miglior disegnatore esordiente.

## Opere
- Wilson Vieira, Marco De Zordi (testi); Riccardo Nunziati (disegni), L'albergo maledetto, in fanzine Dylandogofili nº0, 2010
- Enrico Martini (testi); Riccardo Nunziati (disegni), Santa Maradona, in rivista Comics Factory, nº 3 ristampa, Cyrano Comics, 2010
- Riccardo Nunziati (disegni), copertina, per fanzine www.dylandogofili.com nº1, 2010
- Riccardo Nunziati (testi e disegni); L'Ultimo Uomo sulla Terra, in rivista Expoart, nº6, settembre 2011
- Giuseppe Di Bernardo (testi); Riccardo Nunziati (disegni), Danza della dipendenza, in Interferenze, L'Insonne, 2011
- Paola Barbato (testi); Riccardo Nunziati (disegni), Puntata 10 in Davvero web comic, dicembre 2011
- Paola Barbato (testi); Riccardo Nunziati (disegni), Puntata 23 in Davvero web comic, marzo 2012
- Paola Barbato (testi); Riccardo Nunziati (disegni), Cose che capitano, in Davvero, n º4, Star Comics, 2012

- Davide Barzi (testi); Marco Will Villa, Sergio Gerasi, Riccardo Nunziati (disegni), Unico indizio le scarpe da tennis, volume unico, ReNoir comics, marzo 2014
- Alessandro Mainardi (testi); Riccardo Nunziati (disegni), Carcere di provincia in volume Don Camillo nº 8, ReNoir comics, novembre 2014
- Mario Gomboli/Roberto Altariva (soggetto); R. Altariva (sceneggiatura); Riccardo Nunziati (disegni), Il Prigioniero di Porto Azzurro; copyright Astorina srl, marzo 2015
- Mario Gomboli/A.Pasini (soggetto); R.Altariva (sceneggiatura); E.Barison/R.Nunziati(disegni), Ho ucciso Eva Kant, n. 10 anno LIV; copyright Astorina srl, ottobre 2015
- Mario Gomboli/A.Pasini (soggetto);P. Martinelli (sceneggiatura); G.Di Bernardo/R.Nunziati/J.Brandi(disegni), Angoscia dal passato n.12 anno LIV; copyright Astorina srl, dicembre 2015
- Mario Gomboli/T.Faraci (soggetto); T. Faraci (sceneggiatura); R.Nunziati, J. Brandi(disegni), La mano del Morto n. 10 anno LV; copyright Astorina srl, ottobre 2016
- Mario Gomboli/L.Ferraresi (soggetto); R.Altariva (sceneggiatura); R.Nunziati, J. Brandi(disegni), Il Vero e il Falso n. 3 anno LVI; copyright Astorina srl, marzo 2017
- R.Altariva/A.Pasini (soggetto); R.Altariva (sceneggiatura); R.Nunziati, J. Brandi(disegni), Nessuno é innocente n. 11 anno LVI; copyright Astorina srl, novembre 2017
- Mario Gomboli/A.Pasini (soggetto); R.Altariva (sceneggiatura); R.Nunziati, J. Brandi(disegni), La prova decisiva n. 7 anno LVII; copyright Astorina srl, luglio 2018
- Mario Gomboli/A.Pasini (soggetto); A.Pasini/R.Finocchiaro (sceneggiatura); R.Nunziati, J. Brandi(disegni), Un'amica in pericolo; Il Grande Diabolik 1-2019; copyright Astorina srl, marzo 2019
- R.Altariva/A.Pasini (soggetto); R.Altariva (sceneggiatura); R.Nunziati, J. Brandi(disegni), Niente da perdere n. 12 anno LVIIII; copyright Astorina srl, dicembre 2019
- Mario Gomboli/A.Pasini (soggetto); R.Altariva (sceneggiatura); R.Nunziati, J. Brandi(disegni), Fuga Forzata n. 6 anno LIX; copyright Astorina srl, giugno 2020
- Mario Gomboli (storia); Riccardo Nunziati (disegni), J.Brandi (chine), Colpo sul set, copyright Astorina srl, dicembre 2020
- Mario Gomboli (storia); Riccardo Nunziati (disegni), J.Brandi (chine), Colpo al museo dell'oro, copyright Astorina srl, dicembre 2020
- E.Lotti/A. Mainardi (storia); R.Nunziati (disegni); J.Brandi (chine), Vile Inganno n. 1 anno LX; copyright Astorina srl, gennaio 2021
- Mario Gomboli/T.Pistoia (soggetto) R. Finocchiaro (sceneggiatura); David Ferracci/R.Nunziati (disegni) Il diadema scomparso; Il Grande Diabolik 1-2021; Uniti per sempre; copyright Astorina srl, aprile 2021 Trilogia della fine: storia in 3 atti dedicata ai 60 anni di Diabolik:
- Alfredo Castelli/Mario Gomboli/T. Faraci (soggetto); T. Faraci (sceneggiatura); R.Nunziati (disegni), J. Brandi (chine) L'inizio della fine n.9 anno LXI; copyright Astorina srl, settembre 2022
- Alfredo Castelli/Mario Gomboli/T. Faraci (soggetto); T. Faraci (sceneggiatura); R.Nunziati (disegni), J. Brandi (chine) Prossimi alla fine n. 10 anno LXI; copyright Astorina srl, ottobre 2022
- Alfredo Castelli/Mario Gomboli/T. Faraci (soggetto); T. Faraci (sceneggiatura); R.Nunziati (disegni), J. Brandi (chine); Giordano (flashback) Tutto ha una fine n. 11 anno LXI; copyright Astorina srl, novembre 2022
- Mario Gomboli (storia); Riccardo Nunziati (disegni), Colpo alla Rinascente; copyright Astorina srl, novembre 2022
- A.Palmas (soggetto) L. Ferraresi (sceneggiatura); R.Nunziati (disegni) All'ombra del patibolo; Il Grande Diabolik 1-2023; Prova d'esame; copyright Astorina srl, aprile 2023
- A.Palmas/A.Pasin (soggetto); T. Faraci (sceneggiatura); R.Nunziati (disegni); G.Palumbo (flashback) Nel nome dei Kant n.3 anno LXII; copyright Astorina srl, marzo 2023
- M. Gomboli (storia); Riccardo Nunziati (disegni), Rinascente Tritone: Colpo all'acquedotto; copyright Astorina srl, marzo 2023
- M. Gomboli/A.Pasini (soggetto); R.Altariva (sceneggiatura); R.Nunziati (disegni), Lo sguardo negato n. 1 anno LXIII; copyright Astorina srl, gennaio 2024
- G. Bono (idea); M. Gomboli (storia); R.Nunziati (disegni), Diabolik e il segreto di Cadorna; copyright Astorina srl, marzo 2024
- M. Gomboli/A.Pasini (soggetto); R.Altariva (sceneggiatura); R.Nunziati (disegni), Marchio di morte n. 8 anno LXIII; copyright Astorina srl, agosto 2024
- R. Finocchiaro/A.Pasini (storia): R.Nunziati (disegni), Il colpo perduto; copyright Astorina srl, novembre 2024